# 哈剌章
哈剌章（？—？），元朝大臣，蔑儿乞人，元顺帝时中书平章政事、右丞相脱脱的儿子。
至正十五年（1355年），因为父亲遭贬被牵连，安置在肃州（今甘肃省酒泉市）。至正二十二年（1362年），监察御史张冲上书为脱脱伸冤，哈剌章于是被召还朝。至正二十七年（1367年），拜为中书平章政事，封申国公，分省大同。元朝灭亡后，辽阳行省平章政事高家奴守辽阳山寨，知院哈剌章屯守沈阳古城，刘益屯守盖州。